# GI-2130
La carretera  GI-2130  discurre entre la  N-I  en Tolosa (Guipúzcoa) y el límite con la Comunidad Foral de Navarra en el río Leizarán, junto al alto de Urto, desde donde continúa como  NA-1320  hasta enlazar con la  NA-170  (Leiza-Santesteban) apenas un kilómetro más adelante.

## Trazado GI-2130
| Velocidad                         | Esquema              | Carretera que enlaza                                     |
| --------------------------------- | -------------------- | -------------------------------------------------------- |
|                                   |                      | N-I Vitoria - San Sebastián GI-2135 Lizarza - Lecumberri |
|                                   |                      | Tolosa                                                   |
|                                   |                      | Ibarra                                                   |
|                                   |                      | GI-3211 Belaunza                                         |
|                                   |                      | Berrobi                                                  |
|                                   |                      | GI-3221 Eldúa                                            |
|                                   |                      | Elduayen                                                 |
|                                   |                      | Berástegui                                               |
|                                   |                      | A-15 San Sebastián - Pamplona                            |
|                                   | Alto de Urto (494 m) |                                                          |
|                                   |                      |                                                          |
| Continúa hacia Leiza como NA-1320 |                      |                                                          |

## GI-2130-A
Además del trazado principal de la  GI-2130 , existe también un ramal que pretendía ser una variante que evitara que el tráfico de paso tuviera que acceder al casco urbano de Tolosa-Ibarra, pero que sin embargo nunca fue finalizada. Actualmente, solamente se halla en servicio la primera fase de dicha variante, que comprende desde el enlace con la  N-I  y la  GI-2135  hasta la glorieta de acceso al polígono industrial Apatta en la  GI-3212 , abierta al tráfico en el año 2000.

## Trazado GI-2130-A
| Velocidad | Esquema | Carretera que enlaza                               |
| --------- | ------- | -------------------------------------------------- |
|           |         | Tolosa N-I Vitoria GI-2135 Lizarza - Lecumberri    |
|           |         | N-I San Sebastián                                  |
|           |         | Túnel                                              |
|           |         | GI-3212 Ibarra - Leaburu - Gaztelu Polígono Apatta |